# Midget

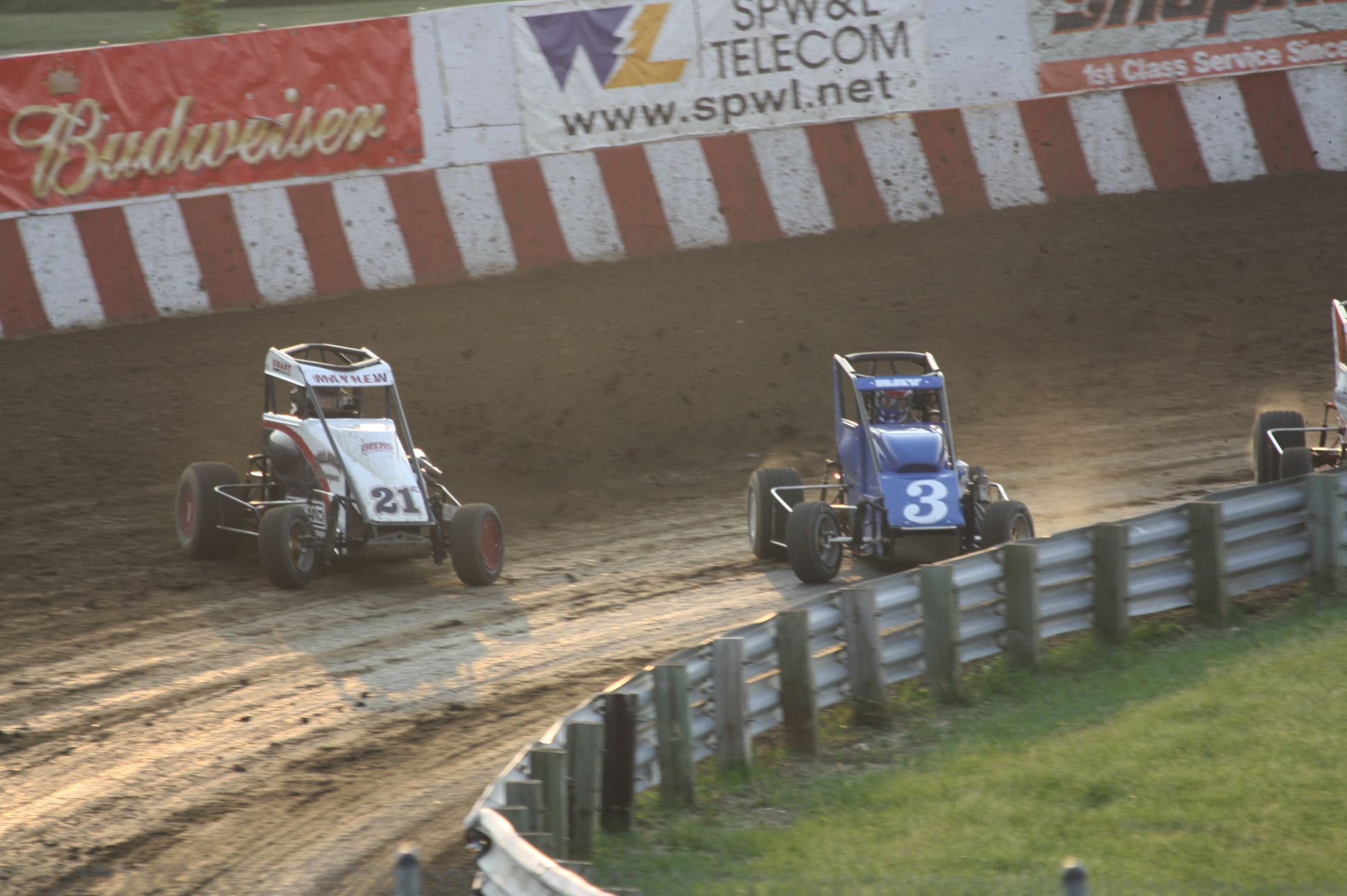
Carrera de midgets en el Angell Park Speedway de Wisconsin, Estados Unidos

Los midgets son un tipo de automóviles de carreras que tienen su origen en los Estados Unidos. Reciben el nombre de midget (que en inglés significa "enano", "pequeño", "diminuto" o "miniatura") por ser automóviles relativamente pequeños. Son también muy populares en Argentina, siendo el más popular el Midget Bonaerense, organizado por la Asociación Argentina de Pilotos Midget. Esta categoría también existe en el interior argentino: Midget Córdobes, Santafesino y Bahiense.
Los automóviles de esta categoría destacan por la ausencia de frenos y de caja de velocidades. Poseen cabina de piloto abierta, un chasis ligero y pequeño, transmisión directa y neumáticos de tacos. Debido al bajo peso de los automóviles y a las relaciones de marcha extremadamente cortas, estos vehículos tienen una aceleración altísima.
Los midgets están equipados con motores modificados de automóviles de calle, generalmente de cuatro cilindros. En los principales campeonatos de Estados Unidos, superan los 300 CV de potencia máxima.
Las carreras suelen llevarse a cabo en circuitos ovales de tierra compactada, de aproximadamente 400 metros de recorrido. 
Cada fecha consta de series, semifinales, repechaje y final. La clasificación a la siguiente fase se determina por los tiempos registrados. Las largadas se realizan en filas de 4 autos.

## Historia
Las carreras de midgets se iniciaron en 1933 en el estadio de la secundaria Loyola en Los Ángeles, Estados Unidos. En esa década, el deporte se expandió al resto de Estados Unidos, a Australia, Nueva Zelanda y Argentina.
El principal campeonato estadounidense de midgets es el Campeonato del USAC de Midgets, iniciado en 1956 como sucesor del Campeonato de la AAA de Midgets.
Algunas de las carreras más importantes de Estados Unidos son el Chilli Bowl (Tulsa), el Four Crown Nationals (Eldora), el Hut Hundred (Terre Haute), la Night Before the 500 (Indianapolis Raceway Park), y el Turkey Night Grand Prix (Irwindale).
Entre los pilotos de midgets más destacados de Estados Unidos se encuentran:
- Mel Kenyon, siete veces campeón del USAC, ocho veces subcampeón y ganador de 111 finales.
- Rich Vogler, cinco veces campeón del USAC y ganador de 95 finales.
- Bob Wente, campeón del USAC y ganador de 78 finales.
- Bob Tattersall, campeón del USAC y ganador de 63 finales.
- Sleepy Tripp, dos veces campeón del USAC, ganador de 59 finales, y siete veces campeón del USAC del Oeste.

En Australia, la principal carrera de midgets es el Campeonato Australiano de Speedcar. Luego existen campeonatos estaduales en todo el país. En 2013 se creó un campeonato nacional de midgets, la Speedcar Pro Series.